# William Lindsay
William Lindsay, född 4 september 1835 i Rockbridge County i Virginia, död 15 oktober 1909 i Frankfort i Kentucky, var en amerikansk demokratisk politiker och jurist. Han representerade delstaten Kentucky i USA:s senat 1893–1901.
Lindsay flyttade 1854 till Kentucky. Han studerade juridik och inledde 1858 sin karriär som advokat i Clinton, Kentucky. Han var ledamot av delstatens senat 1867–1870 och 1889–1893. Han tjänstgjorde 1870–1878 som domare i en appellationsdomstol.
Senator John G. Carlisle avgick 1893 för att tillträda som USA:s finansminister. Lindsay tillträdde som senator 15 februari 1893. Han efterträddes 1901 av Joseph Clay Stiles Blackburn.
Lindsay avled 1909 och gravsattes på Frankfort Cemetery i Frankfort.